# Villa Grande

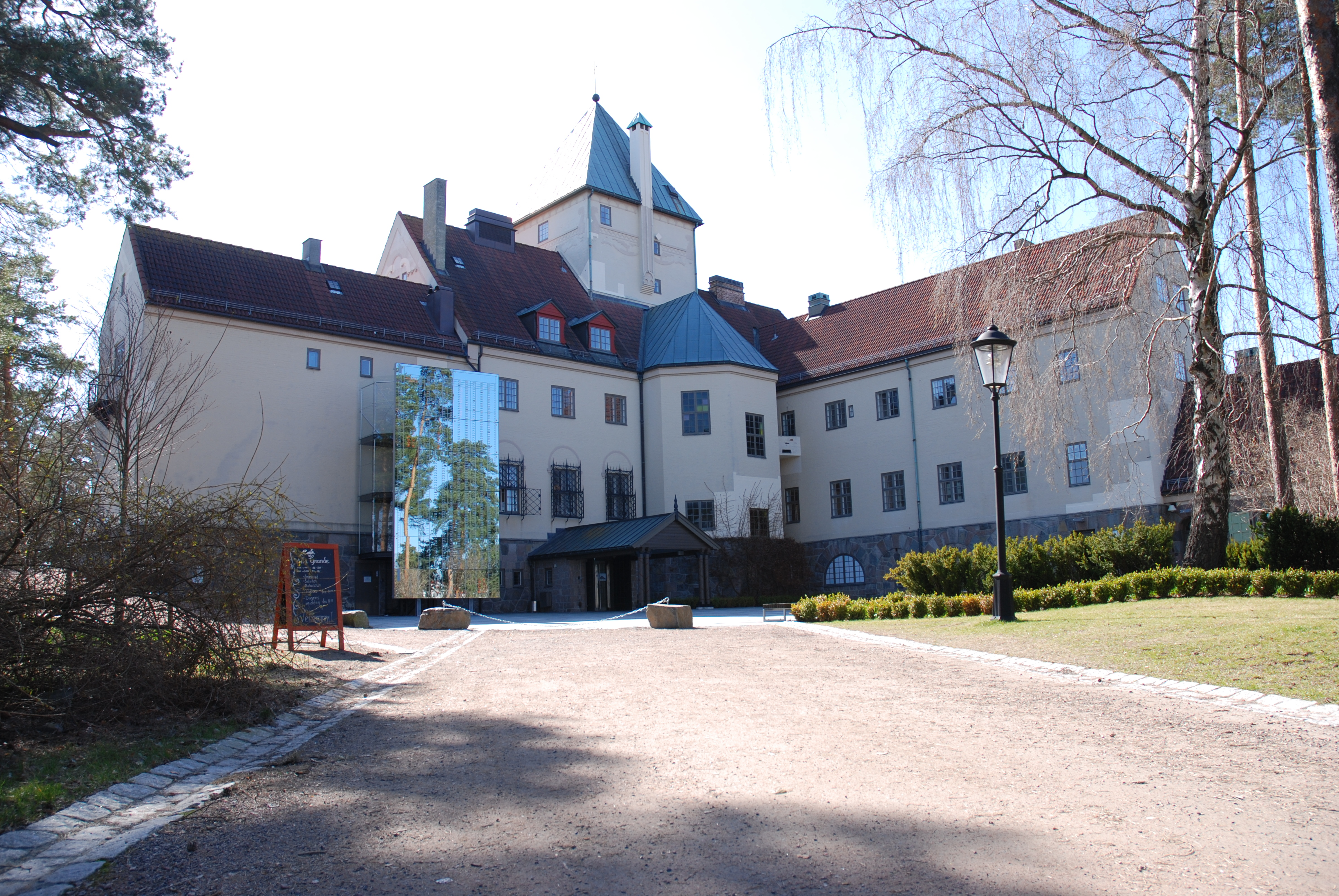
Eingangsbereich zur Villa Grande

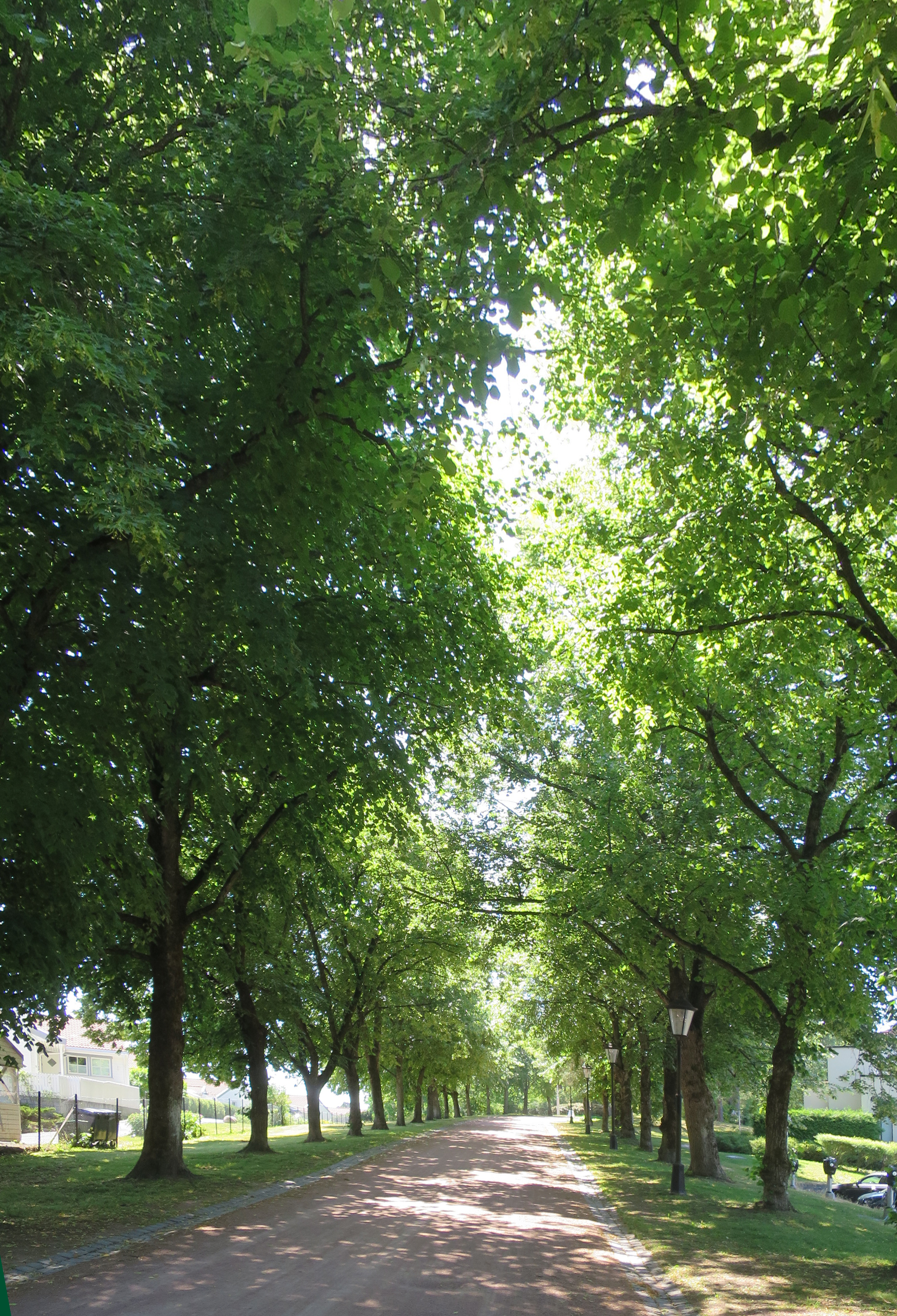
Villa Grande, Auffahrt

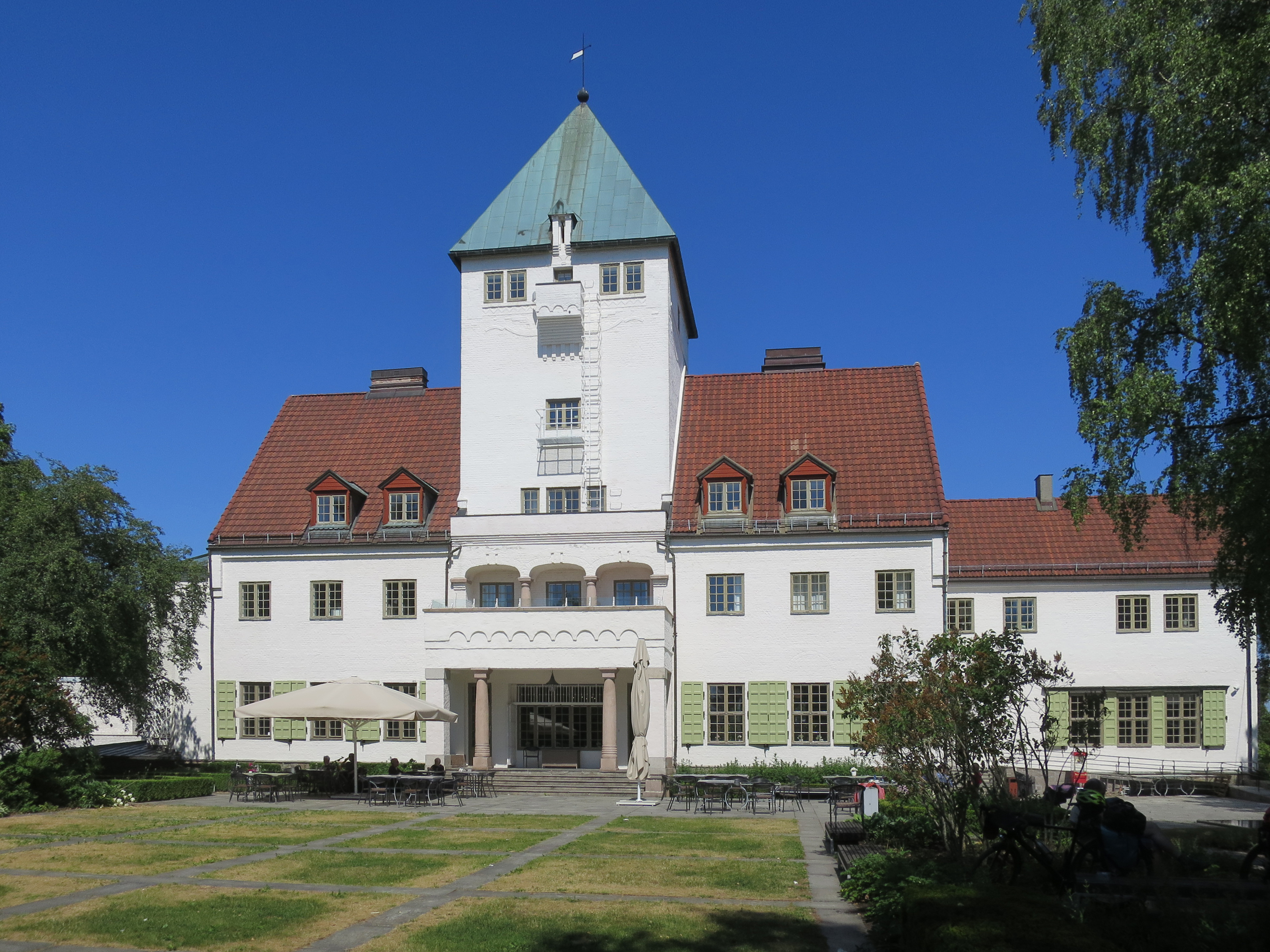
Villa Grande, Gartenseite

Die Villa Grande im Stadtviertel Bygdøy von Oslo beherbergt heute das Zentrum für Holocaust- und Minderheitenstudien.

## Geschichte
Die Villa wurde 1917 von den Stadtplanern und Architekten Christian Morgenstierne und Arne Eide für den norwegischen Unternehmer und Gründer von Norsk Hydro, Sam Eyde, entworfen und gebaut, jedoch zu seinen Lebzeiten nicht mehr fertiggestellt. Nach seinem Tod 1940 ging das unvollendete Bauwerk in das Eigentum des norwegischen Staates über. Es wurde anschließend fertiggestellt und umgebaut. Ab 1941 diente es als Residenz des von der deutschen Besatzungsmacht als norwegischer Ministerpräsident eingesetzten faschistischen Politikers Vidkun Quisling. Hier wohnte er mit seiner Frau Maria bis zu seiner Verhaftung am 9. Mai 1945. Quisling selbst gab seinem Domizil in Anlehnung an die nordische Mythologie den Namen „Gimle“, der Ort, an dem sich die Überlebenden von Ragnarök im Himmel versammeln.
Nach dem Auszug von Maria Quisling nahm der britische Oberbefehlshaber für Norwegen, General Andrew Thorne, zusammen mit seinem Stab die Villa Grande in Beschlag und richtete sich hier vom 22. Mai 1945 bis zu seiner Rückkehr nach Großbritannien am 31. Oktober 1945 ein.
Das Gebäude wurde später in Villa Grande umbenannt und anschließend für unterschiedliche Zwecke genutzt, diente als französische Botschaft, Sanatorium und als Bildungszentrum für Gesundheitsberufe. Seit 2005 beherbergt es das norwegische Zentrum für Holocaust- und Minderheitenstudien (Senter for studier av Holocaust og livssynsminoriteter).

## Kulturdenkmal
Die Villa Grande ist als Kulturdenkmal unter der Nummer 90331 beim Riksantikvaren registriert.